# Уварова Ірина Володимирівна
Уварова Ірина Володимирівна (10 лютого 1941 — 30 березня 2019) — український фахівець у галузі нанодисперсних і наноструктурних матеріалів, доктор технічних наук, професор, Лауреат Державної премії України в галузі науки і техніки.

## Наукова діяльність
У 1969 році захистила дисертацію на здобуття наукового ступеня кандидата хімічних наук за спеціальністю "Фізична хімія".
У 1988 році захистила дисертацію на здобуття наукового ступеня доктора технічних наук за спеціальністю "Порошкова металургія та композиційні матеріали". Вчене звання професора отримала у 1993 році.
З 2001 року займала посаду завідувача відділу функціональних матеріалів медичного призначення Інституту проблем матеріалознавства імені І.М.Францевича Національної академії наук України. Паралельно була професором кафедри біомедичної інженерії факультету біомедичної інженерії Національного технічного університету «Київський політехнічний інститут».

## Наукові інтереси
- Нанодисперсні та наноструктурні матеріали. Механізми низькотемпературного синтезу тугоплавких порошків методами механосинтезу та механоактивації з подальшим низькотемпературним синтезом.
- Керамічні та композиційні матеріали різного (високотемпературного, біомедичного тощо) функціонального призначення.
- Механізми утворення твердих розчинів і композиційних систем при обробці прекурсорів різної хімічної природи.
- Процеси збереження наноструктури при нанесенні покриттів.

## Основні наукові праці
- Монографії "Функціональні біо- та наноматеріали медичного призначення" (2018 рік, у співавторстві) та "Наноматеріали медичного призначення" (2014 рік, у співавторстві).
- Навчальні посібники "Біосумісні матеріали для медичних виробів" і "Наноматеріали та їх використання у медичних виробах" (2013 рік, у співавторстві).

## Відзнаки та нагороди
У 1991 році за монографію "Хімічні, дифузійні і реологічні процеси в технології порошкових матеріалів" разом зі співавторами отримала Премію НАН України імені І. М. Францевича.
У 2015 році стала одним з Лауреатів Державної премії України в галузі науки і техніки за роботу «Сучасні технології синтезу нанодисперсних порошків для матеріалів та виробів конструкційного, функціонального і біомедичного призначення».
З грудня 2016 року призначена пенсія за особливі заслуги перед Україною.